# 3434-es busz
A 3434-es jelzésű regionális autóbuszvonal Eger, Füzesabony, Kömlő és Heves között húzódik, amelyet a MÁV Személyszállítási Zrt. üzemeltet.

## Útvonala
Az autóbuszvonal Heves vármegye megyeszékhelyét és egyik járásközpontját, Egert és Hevest köti össze, útvonalára fűzve egy várost – Füzesabonyt –, valamint Kerecsendet, Dormándot, Besenyőtelket, Kömlőt és Átányt.
A járatok Egeren belül a forgalmasabb; azon kívül minden állomáson és megállóhelyen megállnak. A megyeszékhelyen belül Lajosvárost érintik a 25-ös főúton, Kerecsendtől a 3-as főúton közlekednek Füzesabonyba, ahol az összes járat kitérést tesz a vasútállomásra.
Tovább a 33-as főúton közlekednek Dormándon és Besenyőtelken át, ahonnan közutakon tartózkodnak Kömlő és Átány érintésével, legutolsó szakaszán a 31-es főúton érkeznek Hevesre, ahol a városi buszállomáson végállomásoznak.

## Közlekedése
Az autóbuszjáratok a hét minden napján közlekednek, hétköznaponta 2; szabadnaponta 1 járat oda, ellenkező irányban a hét minden napján egy indítás különböző időpontokban.
Eger és Heves kapcsolatát tovább emelik:
- Tenk felé az 1362-es, 1466-os, 1517-es, 3424-es;
- Kápolna felé a 3441-es, 3442-es és 3443-as autóbuszjáratok.

Eger és Kerecsend között a 3440-es; Kerecsend és Kömlő között a 3430-as; Kömlő és Heves között a 3561-es buszok útján haladnak.
| Viszonylat                         | Indításszám     | Közlekedési rend     |
| ---------------------------------- | --------------- | -------------------- |
| Eger, aut. áll. – Heves, aut. áll. | 2 oda, 1 vissza | munkanaponta         |
| Eger, aut. áll. – Heves, aut. áll. | 1 pár           | szabadnaponta        |
| Eger, aut. áll. – Heves, aut. áll. | 1 vissza        | munkaszüneti naponta |

### Járművek
Az autóbuszvonalon kizárólag szóló autóbuszok közlekednek, melyek többségében a Credo EC 12 és Credo Econell 12 járművek. Ezen kívül elvétve jelennek meg Ikarus, Mercedes-Benz és Volvo kocsik.

### Csatlakozások
- Füzesabony vasútállomáson – Budapest és Miskolc felé/felől vonatra (Budapest–Sátoraljaújhely-vasútvonal).

## Megállóhelyei
| 0  | Eger, autóbusz-állomás végállomás    | 0.0 km  | 2, 2A, 4, 5, 5A, 6, 7, 7A, 11, 12, 14, 14E, 16, 17, 112, 914 1049, 1050, 1051, 1053, 1054, 1343, 1344, 1346, 1347, 1348, 1349, 1351, 1352, 1362, 1380, 1383, 1426, 1427, 1428, 1447, 1466, 1468, 1517 3400, 3402, 3403, 3405, 3406, 3407, 3408, 3409, 3410, 3411, 3412, 3414, 3415, 3416, 3417, 3418, 3419, 3420, 3423, 3424, 3426, 3430, 3431, 3432, 3433, 3435, 3440, 3441, 3442, 3443, 3444, 3445, 3446, 3448, 3450, 3455, 3456, 3457, 3458, 3462, 3469, 3470, 3471, 3472, 3473, 3474, 3476, 3479, 3480, 3481, 3482, 3483, 3484, 3488, 3604, 3660, 3667, 4012, 4014, 4015, 4157 |
| ∫  | Eger, színház (↑)                    | 0.7 km  | 2, 2A, 7, 7A, 11, 12, 14, 14E, 17, 112 1053, 1054, 1343, 1344, 1346, 1348, 1362, 1380, 1381, 1426, 1427, 1428, 1447, 1468, 1517 3402, 3408, 3410, 3411, 3414, 3419, 3420, 3423, 3424, 3426, 3430, 3431, 3433, 3435, 3436, 3440, 3441, 3442, 3443, 3444, 3445, 3448, 3667, 4011, 4014, 4015, 4018, 4021, 4022, 4157 |
| 1  | Eger vasútállomás, bejárati út       | 1.4 km  | 3A, 6, 11, 12, 13, 14, 14E, 112, 113 1050, 1051, 1053, 1054, 1343, 1346, 1348, 1362, 1380, 1383, 1402, 1427, 1466, 1517 3400, 3402, 3407, 3408, 3410, 3411, 3414, 3423, 3424, 3426, 3430, 3431, 3432, 3433, 3435, 3436, 3440, 3441, 3442, 3443, 3444, 3445, 3446, 3448, 3472, 3479, 3482, 3484, 3667, 4011, 4015, 4157 IR87 , személyvonat – Eger (87, 87a) |
| 2  | Eger, Tompa utca                     | 3.0 km  | 3A, 6, 11, 12, 13, 14, 14E, 16, 112, 113, 914 1050, 1051, 1053, 1054, 1343, 1346, 1348, 1362, 1380, 1427, 1466, 1517 3402, 3408, 3410, 3411, 3414, 3423, 3424, 3426, 3430, 3431, 3432, 3433, 3435, 3436, 3440, 3441, 3442, 3443, 3444, 3445, 3446, 3448, 3472, 3479, 3482, 3484, 3667, 4011, 4015, 4157 |
| 3  | Kerecsend, kertszövetkezet           | 7.3 km  | 3424, 3430, 3431, 3433, 3440, 3441, 3442, 3443 |
| 4  | Kerecsend, Fő út 60.                 | 13.7 km | 1050, 1054, 1343, 1348, 1362, 1402, 1427, 1466, 1517 3423, 3424, 3430, 3431, 3432, 3433, 3440, 3441, 3442, 3443, 3444, 3445, 3446, 3448, 3450, 3667 |
| 5  | Kerecsend, Füzesabonyi út 75.        | 14.6 km | 1343, 1362, 1517 3423, 3424, 3430, 3431, 3432, 3433, 3450 |
| 6  | Pusztaszikszó                        | 18.0 km | 1466 3423, 3424, 3430, 3431, 3432, 3433, 3450 |
| 7  | Füzesabony, Pikopack                 | 20.3 km | 1517 3423, 3424, 3426, 3430, 3431, 3432, 3433, 3436, 3450, 3500, 3511, 4014 |
| 8  | Füzesabony, erősítő üzem             | 21.4 km | 1517 3423, 3424, 3426, 3430, 3431, 3432, 3433, 3436, 3450, 3500, 3511, 4014 |
| 9  | Füzesabony vasútállomás, bejárati út | 23.0 km | 1343, 1346, 1466 3405, 3423, 3424, 3426, 3430, 3431, 3432, 3433, 3436, 3450, 3500, 3511, 4014 |
| 10 | Füzesabony vasútállomás              | 24.2 km | 1343, 1346, 1362, 1376, 1466, 1517 3405, 3423, 3424, 3426, 3430, 3431, 3432, 3433, 3436, 3450, 3500, 3511, 4014 expresszvonat, IC, InterRégió, IR87 , sebesvonat, személyvonat – Füzesabony (80, 87a, 108) |
| 11 | Füzesabony vasútállomás, bejárati út | 25.4 km | 1343, 1346, 1466 3405, 3423, 3424, 3426, 3430, 3431, 3432, 3433, 3436, 3450, 3500, 3511, 4014 |
| 12 | Füzesabony, tüzép                    | 26.2 km | 1343, 1517 3430, 3430, 3431, 3432, 3433, 3436 |
| 13 | Dormánd, autóbusz-váróterem          | 28.5 km | 1343, 1346 3430, 3431, 3432, 3433, 3436 |
| 14 | Besenyőtelek, kisbolt                | 30.1 km | 1343 3430, 3431, 3432, 3433, 3436 |
| 15 | Besenyőtelek, központ                | 30.7 km | 1343, 1346 3430, 3431, 3432, 3433, 3436 |
| 16 | Besenyőtelek, poroszlói elágazás     | 31.6 km | 1343, 1346 3430, 3431, 3433, 3436 |
| 17 | Bárczay tanya                        | 38.3 km | 3430, 3431 |
| 18 | Kömlő, italbolt                      | 42.2 km | 1066, 1068, 1069, 1075, 1346, 1443 3430, 3431, 3433, 3436, 3561, 3562 |
| 19 | Kömlő, Rákóczi út 68.                | 43.0 km | 3561, 3562 |
| 20 | Átány, alvégesi temető               | 48.2 km | 1066, 1068, 1069 3561, 3562 |
| 21 | Átány, autóbusz-váróterem            | 49.2 km | 1066, 1068, 1069, 1075, 1443 3441, 3442, 3443, 3550, 3561, 3562 |
| 22 | Átányi elágazás                      | 52.3 km | 1466, 1517 3424, 3441, 3442, 3443, 3550, 3561, 3562 |
| 23 | Heves vasútállomás, bejárati út      | 55.3 km | 1067, 1075, 1466 3424, 3441, 3442, 3443, 3550, 3561, 3562 személyvonat – Heves (102) |
| 24 | Heves, tópart                        | 56.7 km | 1067, 1466 3424, 3441, 3442, 3443, 3550, 3561, 3562 |
| 25 | Heves, Szabadság út 20.              | 56.9 km | 1517 3441, 3442, 3443, 3550 |
| 26 | Heves, Hősök tere                    | 57.6 km | 1066, 1067, 1068, 1069, 1362, 1376, 1443, 1466, 1517 3424, 3441, 3442, 3443, 3550, 3560, 3561, 3562, 3665, 3666, 3670, 3689, 3695 |
| 27 | Heves, autóbusz-állomás végállomás   | 58.5 km | 1066, 1067, 1068, 1069, 1075, 1362, 1376, 1443, 1466, 1517 3424, 3441, 3442, 3443, 3444, 3550, 3560, 3561, 3562, 3665, 3666, 3669, 3670, 3689, 3695 |